# Rhamnus ussuriensis
Rhamnus ussuriensis är en brakvedsväxtart som beskrevs av J.J. Vassil.. Rhamnus ussuriensis ingår i släktet getaplar, och familjen brakvedsväxter. Inga underarter finns listade i Catalogue of Life.